# Сорія (провінція)
Сорія (ісп. Soria) — провінція на півночі Іспанії в складі автономного товариства Кастилія і Леон. Адміністративний центр — Сорія.
Сорія є найменш населеною провінцією Іспанії і її щільність населення — 9,1 особи/км², що є одним із найнижчих показників у Європейському Союзі. Провінцію населяє 93 593 жителі (2007), з яких 41 % живуть у столиці - Сорії.

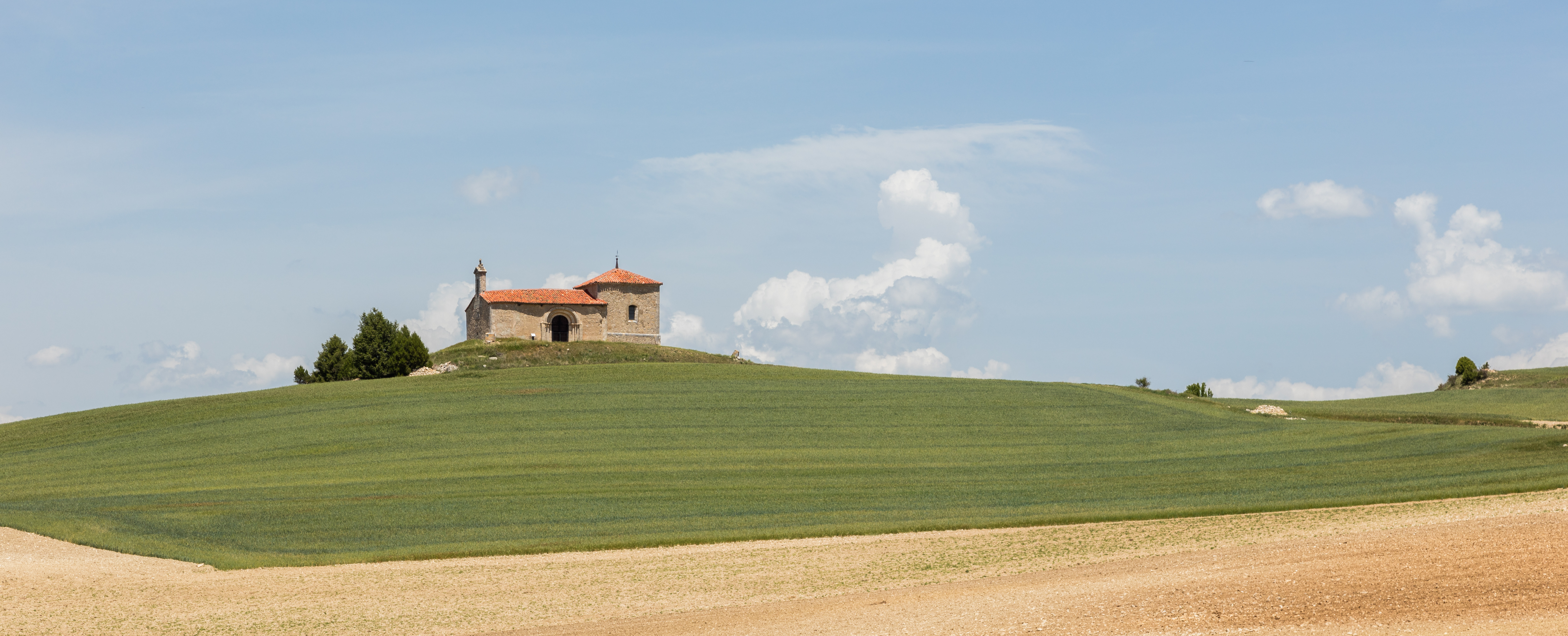
Каплиця Святого Христа (XIII століття) в покинутому селі Міранда.

Провінція має понад 500 населених пунктів, або 183 муніципалітети, з яких майже половина припадає на села з менш ніж ста жителями, тільки тринадцять муніципалітетів населяє понад 1000 осіб і лише  Сорія, Альмасан і де-Осма перетинають п'ятитисячний рубіж.

## Підрозділи провінції та муніципалітети
У провінції Сорія живе лише 0,2% населення Іспанії та на рік народжується у середньому 292 дитини, населення в останні десятиліття постійно знижується в той час, як середній вік росте, люди мігрують в довколишні провінції (переважно в Сарагосу) через низьку заробітну плату, невисоку якість освіти, погане транспортне сполучення.
Ізоляція та економічний спад сприяли скороченню залізничного транспорту в 80-ті роки XX століття, Сорія з'єднана зі світом тільки двома поїздами щодня і ситуація з автобусним транспортом не набагато краща.